# صراع السلطة بين سعود وفيصل
صراع السلطة بين سعود وفيصل هو الصراع الذي حدث بين سعود بن عبد العزيز آل سعود و فيصل بن عبد العزيز آل سعود على السلطة في المملكة العربية السعودية بين عامي 1958 و 1964 ، و انتهى بإنقلاب أبيض على سعود بن عبد العزيز 

## المرحلة الثالثة: النتيجة النهائية للصراع، خلع سعود عن الحكم
عانى في سنوات حكمه الأخيرة من أمراض متعددة منها آلام بالمفاصل وارتفاع ضغط الدم وكان ذلك يستدعيه الذهاب إلى الخارج للعلاج، وبسبب الأمراض واشتدادها عليه فإن ذلك جعله لا يقوى على القيام بأعمال الحكم، كما بدأت في ذلك الوقت الخلافات تظهر بينه وبين ولي عهده الأمير فيصل والتي تطورت واتسعت، وبسبب ذلك دعى الأمير محمد أكبر أبناء الملك عبد العزيز بعده وبعد الأمير فيصل إلى اجتماع للعلماء والأمراء عقد في 29 مارس 1964 ، وأصدر العلماء فتوى تنص على أن يبقى هو ملكًا على أن يقوم الأمير فيصل بتصريف جميع أمور المملكة الداخلية والخارجية بوجود الملك في البلاد أو غيابه عنها، وبعد صدور الفتوى أصدر أبناء الملك عبد العزيز وكبار أمراء آل سعود قرارًا موقعًا يؤيدون فيه فتوى العلماء وطالبوا فيه الأمير فيصل بكونه وليًا للعهد ورئيسًا للوزراء بالإسراع في تنفيذ الفتوى. وفي اليوم التالي اجتمع مجلس الوزراء برئاسة النائب الأول لرئيس مجلس الوزراء الأمير خالد بن عبد العزيز واتخذو قرارًا بنقل سلطاته الملكية إلى الأمير فيصل وذلك استنادًا إلى الفتوى وقرار الأمرا، وبذلك أصبح الأمير فيصل بن عبد العزيز نائبًا عن الملك في حاله غيابه أو حضوره. وبعد صدور هذا القرار توسع الخلاف بينه وبين أخيه الأمير فيصل، كما ازداد عليه المرض، ولكل تلك الأسباب اتفق أهل الحل والعقد من أبناء الأسرة المالكة أن الحل الوحيد لهذه المسائل هو خلعه من الحكم وتنصيب الأمير فيصل ملكًا، وأرسلوا قرارهم إلى علماء الدين لأخذ وجهة نظرهم من الناحية الشرعية، فاجتمع العلماء لبحث هذا الأمر، وقرروا تشكيل وفد لمقابلته لإقناعه بالتنازل عن الحكم وأبلغوه أن قرارهم قد اتخذ وأنهم سيوقعون على قرار خلعه عن الحكم وأن من الأصلح له أن يتنازل، إلا أنه رفض ذلك<.
وفي 26 جمادى الآخرة 1384 هـ الموافق 1 نوفمبر 1964 اجتمع علماء الدين والقضاة، وأعلن مفتى المملكة محمد بن إبراهيم آل الشيخ خلع الملك سعود عن الحكم ليخلفه الأمير فيصل ملكًا. وفي يوم 27 جمادى الآخرة 1384 هـ الموافق 2 نوفمبر 1964 بويع فيصل ملكًا.
لكن لم يستسلم الملك سعود لذلك الوضع بل عاد يطالب بالحكم حيث انتقل إلى القاهرة عام 1966 كلاجئ سياسي وفي 23 أبريل 1967 وصل في زيارة إلى صنعاء واستقبله الرئيس عبد الله السلال وهناك ألقى خطابات ندد فيها بأخيه الملك فيصل وبسياسته «المناهضة للجمهوريين في اليمن و دعمه للإمام البدر» و عومل من قبل عبد الله السلال و الجمهوريين معاملة باعتباره (الملك الشرعي)
على الرغم من ان سعود اعترف رسميًا بخلعه من الحكم في 3 يناير 1965 أي بعد شهرين من الانقلاب عليه وذلك عندما أرسل كتاب مبايعة للملك فيصل بايعه فيه بالحكم.